# Producto extendido
En negocios, un producto extendido es un producto genérico aumentado por todo lo que sea necesario para que el cliente tenga una buena razón para comprar. El producto genérico es el que se envía generalmente al cliente. El producto extendido aumenta típicamente el producto genérico con asesoría y formación, los cables, el software o el hardware adicional, instrucciones de instalación, etc.
El concepto del producto extendido viene de la constatación de que hay a menudo un espacio entre el producto enviado al cliente y a la promesa de la comercialización hecha a dicho cliente. Por ejemplo, si un ordenador se vende con la promesa de que puede ser utilizado para organizar, fijar e imprimir cuadros digitales, el producto extendido no debe incluir solamente un ordenador sino también viene con por lo menos un monitor de buena calidad, un sistema operativo preinstalado y un software digital de imagen, una impresora en color y todos los cables necesarios.
El concepto del producto extendido fue introducido en su inicio por Theodore Levitt en The Marketing imagination publicada por primera vez en 1983. Llegó a ser popular en el campo de la alta tecnología con la publicación de Geoffrey A. Moore de Crossing the Chasm en 1991.
- Datos: Q7997560